# جياكومو فريونى
جياكومو فريونى (مواليد 15 أكتوبر 1998) هو لاعب كرة قدم ألباني يلعب كمهاجم في نادي يوفينتس للشباب.

## روابط خارجية
- جياكومو فريونى على موقع الاتحاد الأوربي (الإنجليزية)
- جياكومو فريونى على موقع الدوري الأمريكي (الإنجليزية)
- جياكومو فريونى على موقع قاعدة بيانات كرة القدم.إي يو (الإنجليزية)
- جياكومو فريونى على موقع ناشيونال فوتبول تيمز (الإنجليزية)
- جياكومو فريونى على موقع Soccerway.com (الإنجليزية)
- جياكومو فريونى على موقع عالم كرة القدم.نت (الإنجليزية)